# Anajú Dorigon
Ana Júlia Dorigon (Campinas, 27 de julho de 1994), mais conhecida como Anajú Dorigon, é uma atriz e ex-modelo brasileira. Ela é mais conhecida pelos seus papéis como Cecília Benedito em Orgulho e Paixão, Camila Nasser em Órfãos da Terra e Jade Gardel na vigésima segunda temporada de Malhação, que lhe rendeu o prêmio de Melhor Atriz Jovem no Prêmio Jovem Brasileiro por dois anos consecutivos.

## Biografia
Ana Júlia Dorigon nasceu em Campinas, São Paulo, mas ainda criança mudou-se para Valinhos, no mesmo estado. Começou sua carreira aos três anos em comerciais de televisão. É vegetariana. Anajú cursou Artes Cênicas na Escola de Atores Wolf Maya e estudou Cinema no Film Institute, em Los Angeles após um intensivo de um ano e meio; onde teve aulas práticas na Universal Studios e se especializou em personagens com distúrbios mentais.

## Carreira

### 2009–13: Carreira como modelo e Miss
Em 2009, aos quatorze anos, começou a trabalhar como modelo profissionalmente, participando de diversos concursos de Miss, incluindo o Miss Teen Brasil 2009, o Miss Teen América do Sul 2010, na Colômbia, Miss New Model Universe 2010, na República Dominicana e o Miss Teen Fabulous Universe de 2011/2012, no Equador, levando a mesma à viajar pelo mundo e difundir seus projetos sociais. Durante seu período como Miss, foi embaixatriz da conscientização da AIDS na adolescência, na Colômbia, trabalhou com crianças carentes no Equador e exerceu um projeto de reciclagem e conscientização ambiental nas escolas da República Dominicana. Também foi garota-propaganda da L'Oréal Paris Brasil. Em 2013 estreou como atriz no curta-metragem Acorda Brasil.

### 2014–presente: Carreira como atriz
Em 2014, a Anajú passou nos testes para integrar o elenco principal da vigésima segunda temporada de Malhação. Na temporada interpretou a antagonista Jade Gardel, uma dançarina em formação competitiva e desleal, que sofre com ataques de tricotilomania e com a pressão da mãe (interpretada por Helena Fernandes) para ser a melhor em tudo e que não aceita perder o posto de principal nome da academia de artes, a Escola de Artes Ribalta, para a personagem principal chamada de Bianca Duarte (interpretada por Bruna Hamú); na trama, Anajú também faz par romântico com o ator Felipe Simas, que interpreta "Cobra", um lutador de muay-thay. Por este trabalho, Anajú ganhou na categoria de "Melhor Atriz Jovem" no Prêmio Jovem Brasileiro, na edição de 2015 e 2016. Logo após fez participações nos seriados E Aí... Comeu?, Segredos de Justiça e estava confirmada no elenco da série de terror Esta Noite Encarnarei no Teu Corpinho, que acabou nunca sendo produzida. Em 2017 interpretou Marta no filme Jesus de Nazareth, uma co-produção Estados Unidos e Espanha, gravado nos desertos de Almeria em espanhol. No mesmo ano interpretou um dos papéis centrais da telenovela medieval Belaventura, na RecordTV: Dulcineia, uma órfã pobre que sofria agressões e abuso sexual do taberneiro que havia a criado, encontrando o verdadeiro amor nos braços do justiceiro Acalon em uma história inspirada em Robin Hood.
Em 2018 integra o elenco de Orgulho e Paixão, interpretando a romântica Cecília, que vive cercada de livros de amor e mistério e, inspirada pelas leituras, começa a investigar o sumiço de Josephine na cidade, acabando se apaixonando pelo filho desta, Rômulo, tendo que enfrentar a inveja da governanta Fani e o retorno da mãe dele. Em 2019 interpreta um dos papeis centrais de Órfãos da Terra, a ambiciosa Camila, que só pensa em dinheiro e se une à antagonista em razão disso, tendo uma jornada de redenção e destaque na reta final.

## Filmografia

### Televisão
| Ano     | Título              | Personagem       | Notas                             |
| ------- | ------------------- | ---------------- | --------------------------------- |
| 2014–15 | Malhação Sonhos     | Jade Gardel      | Temporada 22                      |
| 2016    | E Aí... Comeu?      | Adriana          | Episódio: "29 de agosto"          |
| 2016    | Segredos de Justiça | Tamara Conceição | Episódio: "Papai Noel Não Existe" |
| 2017    | Belaventura         | Dulcinéia Hector |                                   |
| 2018    | Orgulho e Paixão    | Cecília Benedito |                                   |
| 2019    | Órfãos da Terra     | Camila Nasser    |                                   |

### Cinema
| Ano  | Título                          | Personagem    | Notas          |
| ---- | ------------------------------- | ------------- | -------------- |
| 2013 | Acorda, Brasil                  | Ana           | Curta-metragem |
| 2015 | O Vendedor de Passados          | Miriam        |                |
| 2017 | Jesus de Nazareth               | Marta         |                |
| 2024 | Príncipe Lu e a Lenda do Dragão | Princesa Rita |                |

### Internet
| Ano  | Título                                | Personagem |
| ---- | ------------------------------------- | ---------- |
| 2016 | Esta Noite Encarnarei no Teu Corpinho | Esmeralda  |

### Videoclipes
| Ano  | Canção   | Artista         |
| ---- | -------- | --------------- |
| 2012 | "Me Diz" | Banda Drivecore |

## Prêmios e indicações
| Ano  | Prêmio                  | Categoria        | Trabalho         | Resultado |
| ---- | ----------------------- | ---------------- | ---------------- | --------- |
| 2015 | Troféu Internet         | Revelação do Ano | Malhação         | Indicado  |
| 2015 | Capricho Awards         | Atriz Nacional   | Malhação         | Indicado  |
| 2015 | Prêmio Jovem Brasileiro | Melhor Atriz     | Malhação         | Venceu    |
| 2016 | Troféu Internet         | Revelação do Ano | Malhação         | Indicado  |
| 2016 | Prêmio Jovem Brasileiro | Melhor Atriz     | Malhação         | Venceu    |
| 2017 | Prêmio Jovem Brasileiro | Melhor Atriz     | Belaventura      | Indicado  |
| 2018 | Prêmio Jovem Brasileiro | Melhor Atriz     | Orgulho e Paixão | Indicado  |